# Albibarbefferia neosimilis
Albibarbefferia neosimilis là một loài ruồi trong họ Asilidae. Albibarbefferia neosimilis được Forbes miêu tả năm 1987.